# Горячева, Валентина Дмитриевна
Валентина Дмитриевна Горячева (род. октябрь 1939, Рыбачье) — советский киргизский и российский археолог, доктор исторических наук, профессор Кыргызско-российского славянского университета, учёный секретарь Института истории АН Киргизской ССР.

## Биография
Родилась в октябре 1939 года в городе Рыбачье (сейчас Балыкчы), Иссык-Кульская область, Киргизская ССР. В 1959 году поступила в Среднеазиатский государственный университет (с 1960 года — Ташкентский
государственный университет). В 1964 году была по распределению направлена во Фрунзе (сейчас Бишкек), где работала инспектором по музеям и охране памятников в отделе при Управлении культпросветучреждений.
В 1966—1970 годах была заместителем председателя Центрального совета Киргизского республиканского общества охраны памятников истории и культуры, заняла должность по рекомендации министра культуры Киргизской ССР Кулийпы Кондучаловой. В этой должности занималась паспортизацией архитектурных памятников и участвовала в разработке государственной концепции по их реставрации и музеефикации.
С начала 1970-х работала в Институте истории АН Киргизской ССР (сейчас Институт истории, археологии и этнологии имени Б. Джамгерчинова НАН КР). Работала на раскопках Узгенского и Буранинского городищ, а также мазара (мавзолея) Сафид-Булан в комплексе Шах-Фазиль. На Буранинском городище под руководством Д. Ф. Винника участвовала в раскопках мавзолеев, нижней части минаретов и усадьбы в рабаде. В 1974—1978 годах являлась учёным секретарём Института истории АН Киргизской ССР.
В 1977 года защитила диссертацию «Городские центры и монументальная архитектура средневековой Киргизии : Бурана, Узген, Сафид-Булан», в которой в том числе отождествила Буранинское городище со столицей Караханидского государства Баласагуном, и получила учёную степень кандидата исторических наук.
В 1978—2001 годах занималась исследованиями Краснореченского городища, где исследовала некрополь, второй буддийский храма и загородный дворец. Принимала активно участие в написании первого тома «Истории Киргизской ССР» в пяти томах (1984—1990). С 1983 года занималась работой над Сводом памятников истории и культуры Киргизской ССР, до распада СССР издала два тома — о памятниках Бишкека совместно с С. Я. Перегудовой и В. И. Деевым и о памятниках Таласской долины совместно с С. Я. Перегудовой.
В 1995—2015 годах преподавала в Кыргызско-российском славянском университете (КРСУ). Проводила полевые работы до 2001 года. Читала лекции на кафедрах истории и культурологии (1995—2009), мировых культур и религий ЮНЕСКО (1999—2015) и философии науки (2009—2015). Являлась профессором кафедры истории и культурологии КРСУ и учёным секретарём диссертационного совета при КРСУ по специальностям «Отечественная история» и «Политические науки».
В 2011 году защитила диссертацию «История городской культуры тяньшаньского региона в эпоху тюркских каганатов VI — нач. XIII вв.» и получила учёную степень доктора исторических наук.
В 2015 году переехала на постоянное место жительства в Краснодар.

## Награды
- Государственная премия Кыргызской Республики (2002) за серию учебников по истории киргизов и Кыргызстана, написанную в соавторстве[3].